# ناحیه داگلاس، شهرستان افینگهام، ایلینوی
ناحیه داگلاس، شهرستان افینگهام، ایلینوی (به انگلیسی: Douglas Township) یک منطقهٔ مسکونی در ایالات متحده آمریکا است که در شهرستان افینگهام، ایلینوی واقع شده‌است. ناحیه داگلاس ۱۲٬۶۰۴ نفر جمعیت دارد و ۱۸۷ متر بالاتر از سطح دریا واقع شده‌است.